# Coray
Coray (bret. Kore) – miejscowość i gmina we Francji, w regionie Bretania, w departamencie Finistère.
Według danych na rok 1990 gminę zamieszkiwały 1623 osoby, a gęstość zaludnienia wynosiła 52 osoby/km² (wśród 1269 gmin Bretanii Coray plasuje się na 390. miejscu pod względem liczby ludności, natomiast pod względem powierzchni na miejscu 255.).